# 메로베우스 왕조

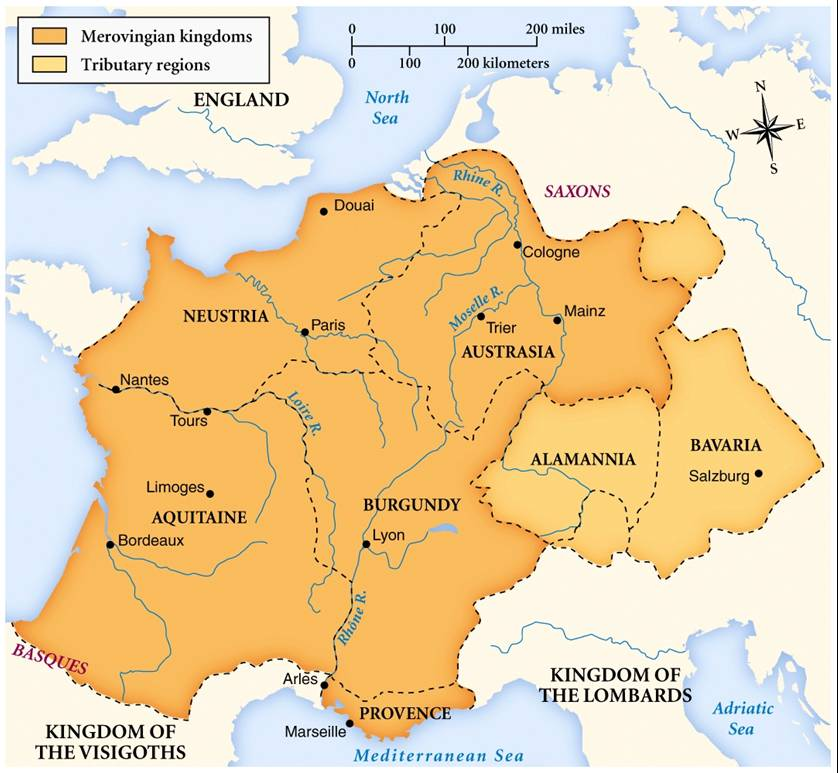
메로빙거 왕조

메로베우스 왕조(Merovingian dynasty)는 5세기 중반부터 8세기 중반까지 갈리아의 영토를 이어받아 대부분의 프랑스와 벨기에, 독일과 스위스 일부분을 로마인들의 점령 직후 5세기부터 8세기까지 통치한 프랑크족을 다스리던 왕조이며 왕족이다. 그들은 시캉브르(Sicambres)라는 곳에 살았던 골족과 고대 그리스 아르카디아 지역 출신의 사람들이었다.
이들의 왕국은 자주 내부 권력 다툼이 일어나고 분열과 통합을 반복했는데 8세기에 이르러 왕조의 군주들은 유명무실해지고 궁재로 대표되는 궁정의 신하의 권력이 강화되었다.
751년 메로빙거 왕조의 궁재인 피핀이 마지막 왕 힐데리히 3세를 폐위하고 스스로 프랑크의 군주가 되었는데 이로써 메로빙거 왕조는 종말을 고하고 카롤루스 왕가로 대체되었다.

## 역사
"메로베우스"라는 이름은 메로베우스 1세에서 유래한다. 메로베우스는 힐데리히 1세의 아버지이며, 힐데리히의 아들 클로비스 1세는 486년에 수많은 부족들을 정복하여 최초로 갈리아를 통일하고 단일한 프랑크족의 국가를 세우게 된다. 그는 또한 프랑크족을 로마 가톨릭으로 개종하였는데 이는 이후 유럽 역사에 중요한 역할을 하게 된다.

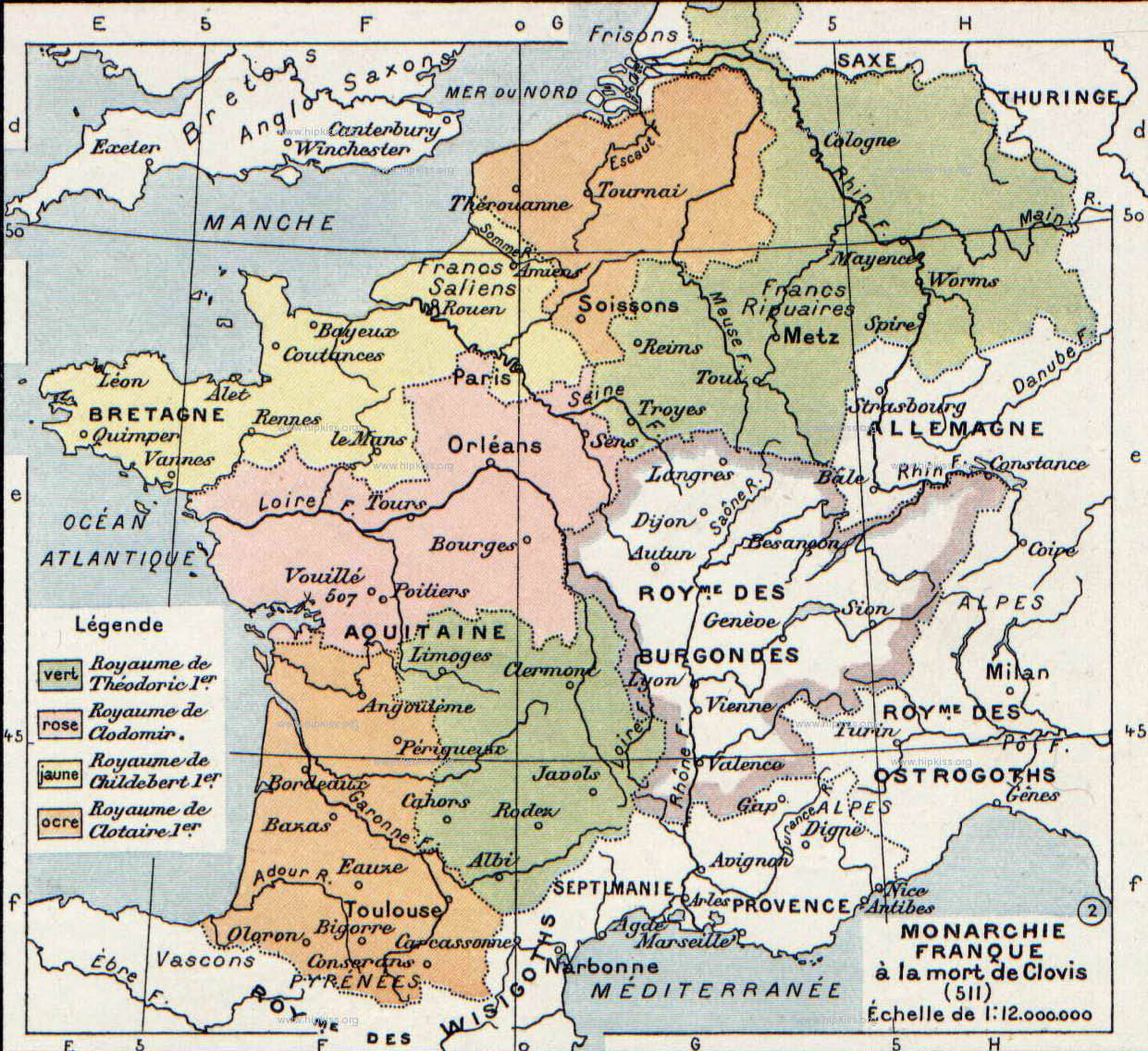
클로비스 1세의 사후에 4명의 아들이 지역을 나눠 가졌다.

클로비스 1세는 로마 제국의 영토뿐만 아니라 서고트족의 남부 프랑스 영토(부르고뉴, 프로방스)를 병합하여 갈리아 전체를 통합하였으며 작은 프랑크 소왕국을 하나로 통합했다. 그는 파리에 중심을 두고 수아송, 랭스, 메츠, 오를레앙에 각각 주요 거점을 두었다. 511년 클로비스가 죽었을 때 메로빙거 왕국은 네 명의 아들에 의해 각 거점별로 나뉘게 되었다.
클로타르 1세는 다른 형제들이 죽자 모든 왕국을 계승 받지만 잠시뿐이었고 그의 사후 4명의 아들에 의해 왕국은 쪼개진다. 그 이후 계속 왕국은 분열된 상태로 있다가 통합을 반복하였고 크게 아우스트라시아, 네우스트리아, 부르고뉴의 왕국으로 쪼개어진다.
679년 토이데리히 3세는 다시 한 번 모든 프랑크의 소왕국을 통일하였다. 이때부터 잠시 내전 기간을 제외하고 프랑크는 1개의 통일 왕조로 간주되지만 메로빙거 국왕의 실권은 없어지게 되고 각 왕국은 일종의 궁정 대신인 궁재(maior domus)의 손에 넘어가게 되었다. 메로빙거 왕조의 궁재 중에서도 강력한 가문이 등장했는데, 바로 피핀 1세의 가문이었다. 이후 어린 아들을 남기고 요절하는 왕들의 출현으로 왕실의 실권은 낮아졌고
680년경 메로빙거 왕실과 인척관계를 형성한 카롤링거 왕조의 피핀 2세가 실권을 장악했고, 714년에는 그의 사후 왕실 지지파가 피핀의 세력을 누르려 하였으나 실패하고 카롤링거 왕가 출신의 카를 마르텔이 실권을 잡기도 했다.
737년 투르 푸아티에 전투에서 승리를 한 뒤 프랑크 왕국의 실권을 장악한 카를 마르텔은 왕의 자리를 넘보지는 않았으나, 751년 결국 피핀 가문의 후손인 피핀 3세가 마지막 메로빙거 왕인 힐데리히 3세를 강제로 폐위하고 스스로 왕이 되어 카롤루스 왕조를 열었다.

## 같이 보기
- 프랑크인의 왕